# To‘rtko‘l
To‘rtko‘l es una localidad de Uzbekistán, en la república autónoma de Karakalpakia.
Se encuentra a una altitud de 104 m sobre el nivel del mar. 

## Demografía
Según estimación 2010 contaba con una población de 52 701 habitantes.